# 阿姆斯特丹中央車站
阿姆斯特丹中央車站（荷蘭語：Station Amsterdam Centraal，IATA代碼：ZYA）是一座位於荷蘭王國阿姆斯特丹的主要鐵路車站，於1881年动工、1889年开幕。
整栋建筑采用歌特式和文艺复兴式的建筑风格，為荷蘭最主要的国际鐵路枢纽，估計每日約有192,000人次進出車站，使其成为仅次于乌得勒支中央火车站的该国第二繁忙的火车站，也是荷兰访问量最大的国家古蹟。阿姆斯特丹中央車站是阿姆斯特丹地鐵51、53與54號線的起始站。
阿姆斯特丹中央車站的屋頂跨度約40米，由荷兰建筑师皮埃尔·库贝设计，英國英格蘭德比的Andrew Handyside and Company承建。此車站還是日本東京車站的設計原型，不過東京車站採用的是大幅簡化過後的樣式。

## 铁路路線

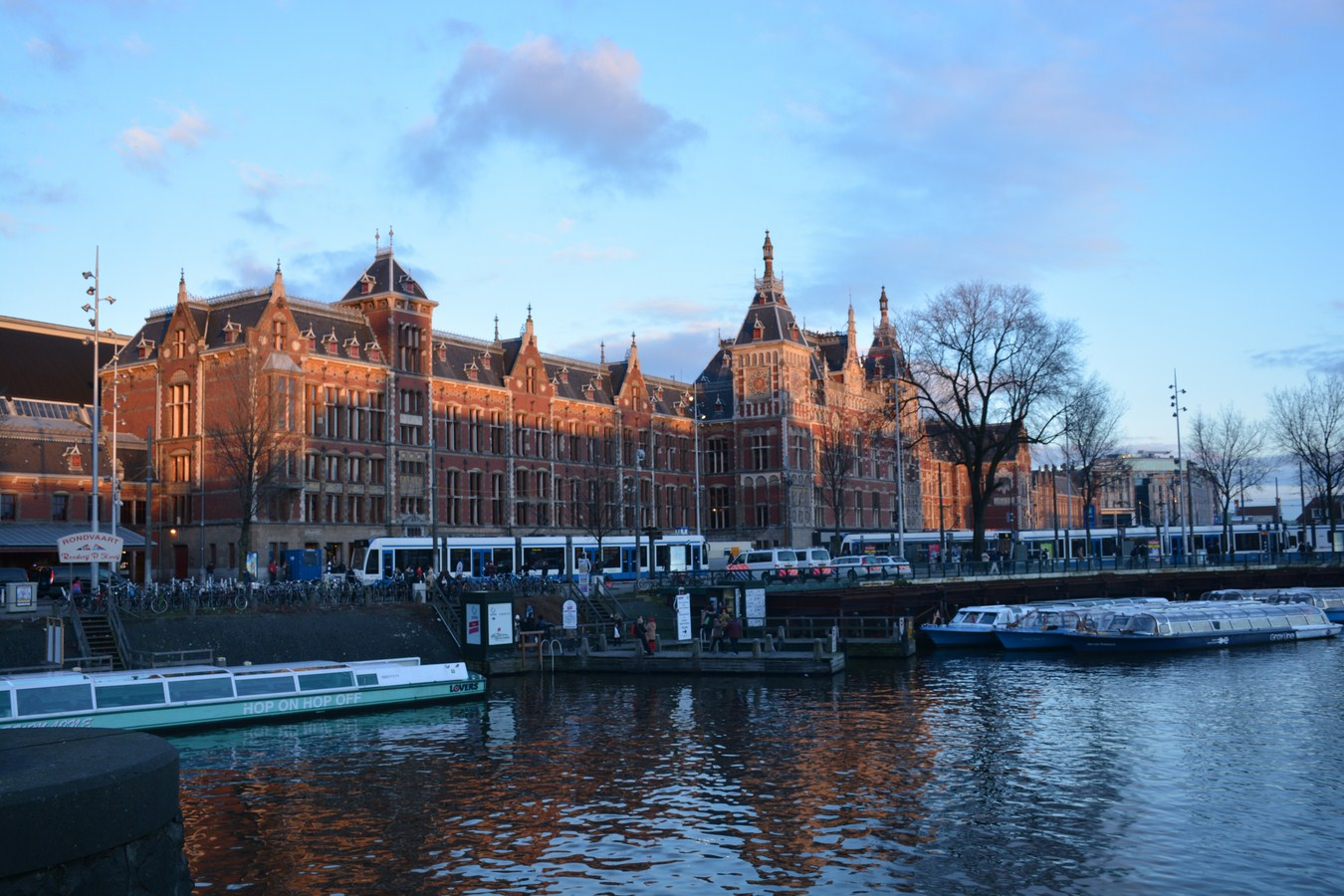
車站的側面照片

- 阿姆斯特丹－鹿特丹鐵路
- 阿姆斯特丹－阿納姆鐵路
- 阿姆斯特丹－聚特芬鐵路
- 登海爾德－阿姆斯特丹鐵路
- 阿姆斯特丹－史基浦鐵路

## 接驳交通

### 有轨电车
阿姆斯特丹電車在此车站正门前的车站广场的两个电车站提供接驳。

### 自行车停车场
2023年1月，为期四年、耗资6500万美元的水下自行车停车场现已开放，最多可容纳7,000辆自行车，是世界上同类项目中规模最大的。阿姆斯特丹以其广泛的自行车道网络和鼓励骑自行车作为一种交通方式而闻名，该市现在通过水下车库更进一步。

## 外部連結
- Schematic maps of all tracks, railroad switch and railway platform:
  - West side
  - East side

- Maps of the station buildings (on the NS website):
  - Surroundings
  - Concourse level
  - Platform level
- Pictures at Stationsweb